# 勝福寺 (神戸市)
勝福寺（しょうふくじ）は、兵庫県神戸市須磨区にある高野山真言宗の寺院。山号は桂尾山。摂津国八十八箇所第87番札所。

## 歴史
この寺は、988年（永延2年）、証楽(藤原伊尹の子、藤原英雄丸)の開山により創建されたと伝えられ、一条天皇の勅願所であったという。かつては5宇の子院を有していた。

## 文化財
- 重要文化財（国指定） 1959年（昭和34年）12月18日指定
  - 金銅密教法具（火舎・花瓶・六器）

## 交通アクセス
- 山陽電気鉄道東須磨駅より、北に徒歩10分。
- 山陽電気鉄道及び神戸市営地下鉄板宿駅より、西に徒歩11分。